# 唐津市立鬼塚中学校
唐津市立鬼塚中学校（からつしりつ おにづかちゅうがっこう）は佐賀県唐津市山本にある公立中学校。

## 概要
歴史
1947年（昭和22年）の学制改革の際に、新制中学校として創立。現校名になったのは鬼塚村が唐津市に編入された1954年（昭和29年）。2022年（令和4年）に創立75周年を迎えた。
校章
月桂樹で「中」の文字を囲んだデザインとなっている。
校歌
1956年（昭和31年）に制定。作詞は中島哀浪、作曲は江口芳雄による。校名は歌詞中に登場しない。
通学区域
住所表記で唐津市の後に「養母田鬼塚、養母田、山本、石志、千々賀、畑島、山田、橋本、双水、夕日、久里、中原」が続く地域。
小学校区は唐津市立鬼塚小学校、唐津市立久里小学校。

## 沿革
- 1947年（昭和22年）

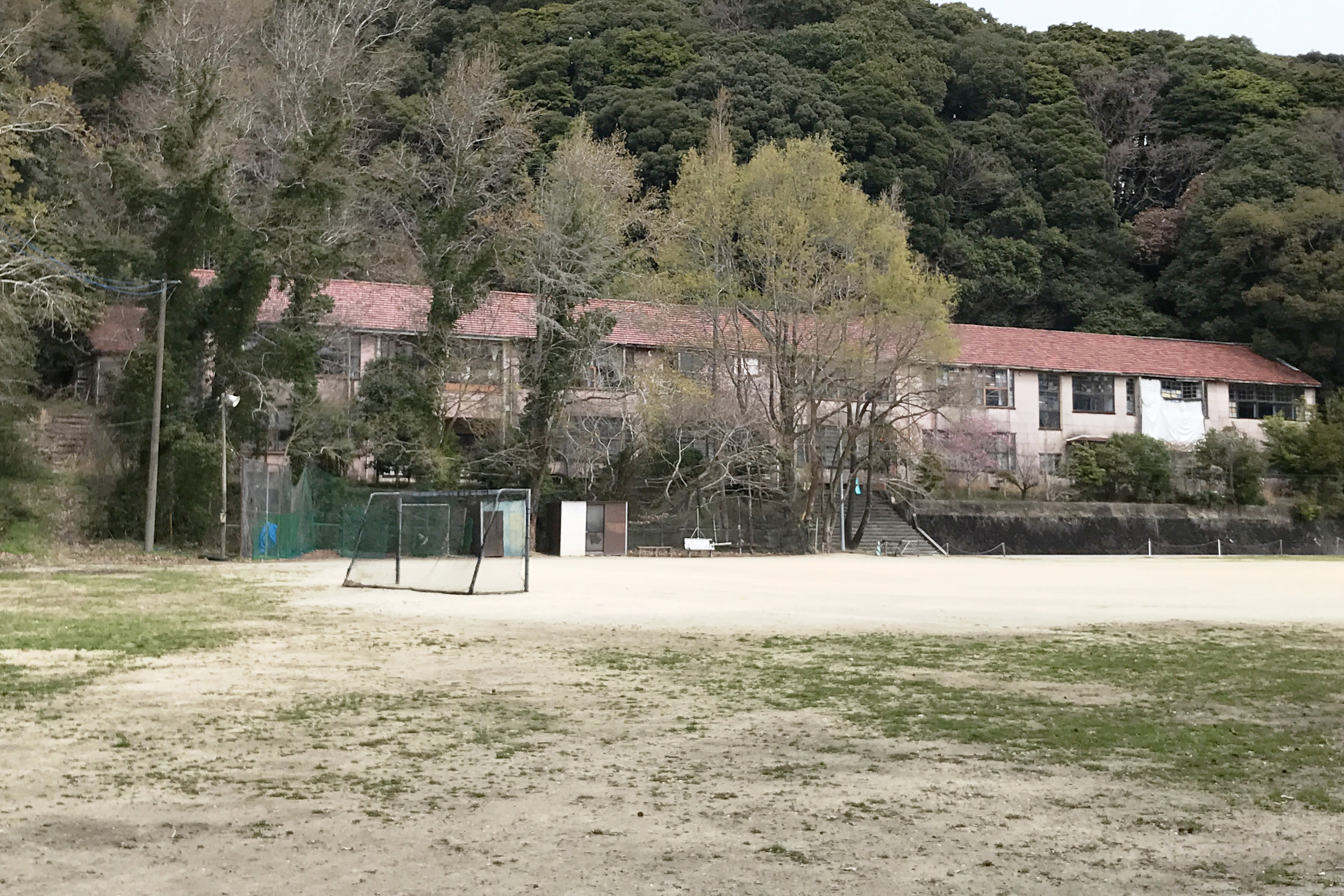
旧鬼塚中学校校舎（現・唐津高等職業訓練校、2025年撮影）

  - 4月1日 - 学制改革（六・三制の実施）が行われる。
    - 鬼塚村国民学校の初等科が新制小学校「鬼塚村立鬼塚小学校」に改組・改称される。
    - 鬼塚村国民学校の高等科が青年学校の普通科とともに、新制中学校「鬼塚村立鬼塚中学校」に改組され、小学校に併設される。

  - 5月3日 - 開校式を挙行。7学級、生徒数290名、職員数17名でのスタートとなる。
- 1952年（昭和27年）
  - 4月1日 - 久里村立久里中学校を統合。
  - 4月10日 - 運営が2村組合で行われることとなり、「鬼塚村久里村組合立鬼塚中学校」に改称。
- 1954年（昭和29年）11月1日 - 鬼塚村が唐津市に編入したことから、「唐津市立鬼塚小学校」（現校名）に改称。
- 1956年（昭和31年）2月28日 -  校歌を制定。
- 1957年（昭和32年）9月 - 創立10周年を記念誌、校旗を制定。
- 1978年（昭和53年）4月1日 - 鉄筋コンクリート造新校舎が完成し、移転を完了。
- 1979年（昭和54年）4月 - 完全給食を開始。
- 2011年（平成23年）7月 - 校舎の耐震工事を完了。
- 2012年（平成24年）11月 - 体育館の大規模改修工事が完了。
- 2016年（平成28年）12月 - プレハブ校舎へ移転。
- 2017年（平成29年）8月 - 校舎の大規模改修工事が完了。

旧・久里中学校
- 1947年（昭和22年）
  - 4月1日 - 学制改革（六・三制の実施）が行われる。
    - 久里村国民学校の初等科が新制小学校「久里村立久里小学校」に改組・改称される。
    - 久里村国民学校の高等科が青年学校の普通科とともに、新制中学校「久里村立久里中学校」に改組され、小学校に併設される。
- 1948年（昭和23年）10月1日 - 久里村の分村が行われる。
  - 原地区（一部）、中原地区（一部）、柏崎地区の児童が鏡村立鏡中学校へ転出。
  - 大野地区と伊岐佐地区の生徒は相知町立相知中学校へ転出。
- 1952年（昭和27年）3月31日 - 統合により閉校。

## アクセス
最寄りの鉄道駅
- JR九州
  - 唐津線・筑肥線 「山本駅」
  - 唐津線（・筑肥線）「鬼塚駅」

最寄りのバス停留所
- 昭和自動車 「川原橋」停留所

最寄りの幹線道路
- 国道202号
- 国道203号
- 西九州自動車道（唐津伊万里道路）「唐津千々賀山田IC」

## 周辺
- 唐津市立鬼塚小学校
- 佐賀県立唐津特別支援学校
- 佐賀県立唐津工業高等学校
- 唐津自動車学校
- 松浦川
- 徳須恵川

## 参考資料
- 「唐津市史」（1962年（昭和37年）8月, 唐津市史編纂員会）p. 1186 - p. 1187

## 関連事項
- 佐賀県中学校一覧